# Cystectomie

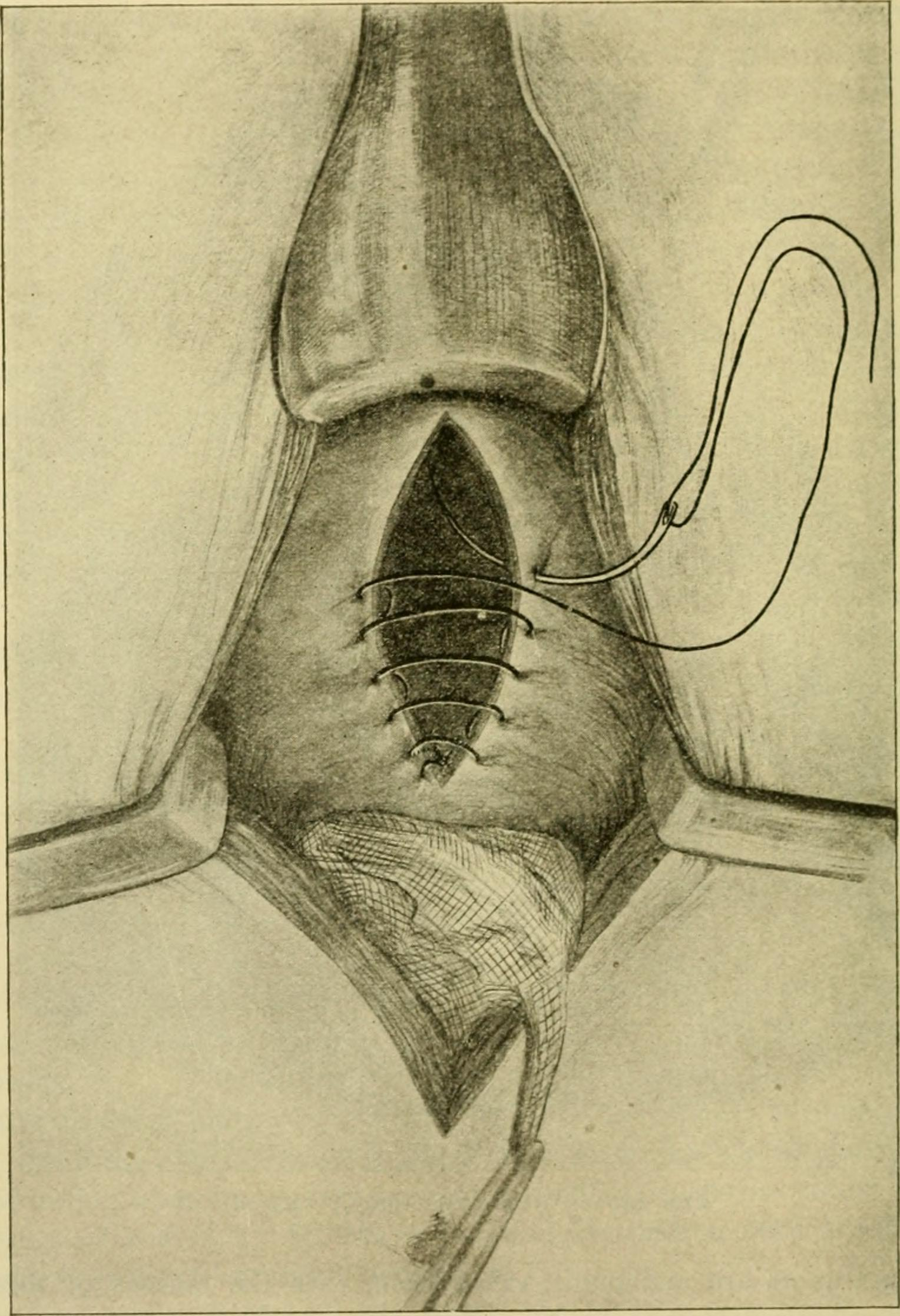
Cystectomie partielle. Suture de la vessie

La cystectomie est l'ablation de la vessie, réalisée le plus souvent en cas de cancer de la vessie. Elle peut être partielle ou totale.
Le chirurgien réalise alors une dérivation cutanée ou intestinale des urines pour assurer la continence.
Deux types principaux de cystectomies peuvent être pratiqués. Une cystectomie partielle (également appelée cystectomie segmentaire) implique l'ablation d'une partie seulement de la vessie. Une cystectomie radicale implique l'ablation de la totalité de la vessie ainsi que des ganglions lymphatiques environnants et d'autres organes proches qui contiennent le cancer.
L'évaluation des tissus prélevés lors de la cystectomie et de la dissection des ganglions lymphatiques permet de déterminer la stadification pathologique du cancer. Ce type de stadification du cancer peut être utilisé pour déterminer les examens complémentaires, le traitement et le suivi nécessaires, ainsi que le pronostic potentiel.
Après l'ablation de la vessie, une dérivation urinaire est nécessaire pour permettre l'élimination de l'urine.

## Utilisations médicales

### Malignité
La cystectomie radicale est le traitement recommandé pour le cancer de la vessie qui a envahi le muscle de la vessie. La cystectomie peut également être recommandée pour les personnes présentant un risque élevé de progression du cancer ou une absence de réponse aux traitements moins invasifs,,.

## Types de cystectomie
De nombreux facteurs sont pris en compte pour déterminer le type de cystectomie à pratiquer. Parmi ces facteurs, citons : l'âge, l'état de santé général, la fonction vésicale de base, le type de cancer, la localisation et la taille du cancer, ainsi que le stade du cancer.

### Cystectomie partielle
Une cystectomie partielle implique l'ablation d'une partie seulement de la vessie et est pratiquée pour certaines tumeurs bénignes et malignes localisées dans la vessie. [Les personnes susceptibles d'être candidates à une cystectomie partielle sont celles qui présentent des tumeurs uniques situées près du dôme ou du sommet de la vessie, des tumeurs qui n'envahissent pas le muscle de la vessie, des tumeurs situées dans un diverticule de la vessie ou un cancer qui n'est pas un carcinome in situ (CIS). Une cystectomie partielle peut également être pratiquée pour l'ablation de tumeurs qui ont pris naissance et se sont propagées à partir d'organes voisins, tels que le côlon.

### Cystectomie radicale
Une cystectomie radicale est le plus souvent pratiquée pour un cancer qui a envahi le muscle de la vessie. Lors d'une cystectomie radicale, la vessie est enlevée ainsi que les ganglions lymphatiques environnants (dissection des ganglions lymphatiques) et d'autres organes contenant le cancer. Chez l'homme, il peut s'agir de la prostate et des vésicules séminales. Chez la femme, il peut s'agir d'une partie du vagin, de l'utérus, des tubes utérins et des ovaires.